# Arano (Hiszpania)
Arano – gmina w Hiszpanii, w Nawarze, o powierzchni 13,6 km². W 2011 roku gmina liczyła 121 mieszkańców.